# Motor Poissy
El Motor Simca Poissy es un motor de automóvil de combustión interna a gasolina y de cuatro tiempos, de configuración mecánica de 4 cilindros en línea con sistema de refrigeración por cámara de recirculación directamente en el bloque, el cual es de fundición, con unos cinco cojinetes en el cigüeñal, árbol de levas laterales, con refrigeración por bomba de agua convencional y varillas de empuje, controlados todos ellos mediante un mecanismo complejo de cadena de distribución, con culataje de aluminio ligero, ocho válvulas para los pistones, que fuera desarrollado y producido por Simca, y posteriormente usado por la firma Talbot (de la sociedad PSA), a finales de 1960; en la fábrica de Yvelines-sur-Poissy, de allí viene su nombre.

## Historia
El origen de estos motores, originalmente Simca, fue el del bloque de un nuevo diseño, hecho por el diseñador e ingeniero Georges Martin, padre de motor V12 Matra Sports, quien siempre se ha caracterizado por la fiabilidad, potencia y significativo número del par motor en sus diseños. El Motor Poissy hace su aparición en octubre de 1967, siendo utilizado por la Chrysler Europe en los coches Simca 1100, con una cilindrada de 1.118 cm³ inicialmente. Este bloque también equipó al Simca 1000 y estuvo disponible en cilindradas que iniciaban en los 774 y 944 cm³. 
En 1970, el Simca 1100 SPL se comercializa con un bloque de cilindrada aumentado, de 1204 cm³, y es la versión más rápida hecha sobre la base de éste bloque, ya que cuenta con dos carburadores. A continuación, en 1972, el Simca 1100 SPL adopta un bloque de cilindrada ligeramente retocado, con unos 1.294 cm³, y también dotado de un carburador de doble garganta. Finalmente, el modelo de 1975, usado por el Simca 1308 GT, que estuvo equipado con un bloque de 1442 cm³, también con un carburador de doble garganta. Un bloque de mayor cilindrada aparece ya en 1979 con el Simca 1309 SX, con una cilindrada de 1.592 cm³ con un carburador de doble garganta, ofertado como 1.6 L.
Todo ellos tienen la desventaja de una distribución ruidosa, evocando el sonido de una máquina de coser, con un andar y sonar fuerte, prefiriendo un tensor de cadena doble en vez de uno solo. La calidad, seguridad y funcionamiento de los mecanismos siempre estuvieron privilegiados por encima del confort.

## Versiones deportivas
En 1970, el Simca 1000 Rallye adoptó un bloque de 1.118 cm³ inicialmente. Su siguiente versión, el Simca 1000 Rallye lote 1 (de 1971) está dotado con un motor de 1294 cm³ de cilindrada y con un carburador de un solo cañón. La versión Rallye de 1972 aparece con un bloque de 1294 cm³, pero dotado con dos carburadores. El Simca 1100 TI se lanzó al mercado en 1973 con un motor de 1,294 cm³ y también con dos carburadores. El motor Poissy también existe en una versión turbo, usada por el Talbot horizon Turbo, pero no pasó de la fase de proyecto.

## Modelos
| Tipos de motor | 359                     | D                     | E                     | F                     | G                       | Y                       | J                       |
| -------------- | ----------------------- | --------------------- | --------------------- | --------------------- | ----------------------- | ----------------------- | ----------------------- |
| Cilindradas    | 777 cm³                 | 944 cm³               | 1118 cm³              | 1204 cm³              | 1294 cm³                | 1442 cm³                | 1592 cm³                |
| Diámetro       | 68 mm (2,68 pulgadas)   | 68 mm (2,68 pulgadas) | 74 mm (2,91 pulgadas) | 74 mm (2,91 pulgadas) | 76,7 mm (3,02 pulgadas) | 76,7 mm (3,02 pulgadas) | 80,6 mm (3,17 pulgadas) |
| Carrera        | 53,5 mm (2,11 pulgadas) | 65 mm (2,56 pulgadas) | 65 mm (2,56 pulgadas) | 70 mm (2,76 pulgadas) | 70 mm (2,76 pulgadas)   | 78 mm (3,07 pulgadas)   | 78 mm (3,07 pulgadas)   |